# David Spiegelhalter
David John Spiegelhalter, (ur. 16 sierpnia 1953) – brytyjski statystyk, Oficer Orderu Imperium Brytyjskiego, członek rzeczywisty naukowego Towarzystwa Królewskiego. Za swoje zasługi na polu naukowo-badawczym w roku 2007 uhonorowany wintonowską legią profesorską w zakresie zdrowia publicznego w Laboratorium Statystycznym Uniwersytetu w Cambridge. Dzieli swoją pracę
pomiędzy wykładami w Churchill College w Cambridge, a badaniami prowadzonymi w
Zakładzie Biostatystyki państwowego Medycznego Instytutu Badawczego. Profesor David
Spiegelhalter jest jednym z najczęściej cytowanych naukowców na świecie. Według Instytutu Filadelfijskiego na przestrzeni ostatniej dekady zajął 34. miejsce wśród najbardziej przywoływanych światowych nazwisk naukowych z dziedziny matematyki i statystyki. W 2020 r. został laureatem Medalu Guya.

## Kwalifikacje
D. Spiegelhalter studia licencjackie ukończył w Uniwersytecie w Oxfordzie w 1974 r., zaś
stopień magistra w dziedzinie nauk ścisłych otrzymał w Uniwersytecie Londyńskim w roku
1975. Pracę doktorską pod kierunkiem prof. Adriana Smitha obronił w 1979 r.

## Rozwój naukowy
W 1976 r. D. Spiegelhalter był asystentem w Uniwersytecie Brunela, a następnie w latach
1977–1978 wykładał na Uniwersytecie Kalifornijskim w Berkeley. Po uzyskaniu stopnia
doktora, był asystentem w Królewskiej Akademii Medycznej. W tym czasie pracował w
Uniwersytecie w Nottingham.
Od 1981 r. pracuje w Zakładzie Biostatystyki Medycznego Instytutu Badawczego w Cambridge. Od 1991 r. jest także honorowym wykładowcą w Uniwersytecie w Hongkongu. D. Spiegelhalter był konsultantem naukowym firm farmaceutycznych takich, jak GlaxoSmithKline, Novartis oraz instytucji międzynarodowych – m.in. Światowej Agencji Antydopingowej. Odegrał m.in. kluczową rolę w pediatrycznych badaniach kardiochirurgicznych prowadzonych dla Szpitala Królewskiego w Bristolu. Brał udział w głośnym śledztwie w sprawie morderstw popełnionych przez doktora Harolda Shipmana.
W 2005 r. gościnnie wygłosił wykład na Wydziale Matematyki, Informatyki i Ekonometrii Uniwersytetu Zielonogórskiego w Zielonej Górze nt. „Bayesian approaches to clinical trials and health-care evaluation”, promujący jego książkę, wydaną przez wydawnictwo Wiley pod tym samym tytułem.

## Zainteresowania naukowe
Na przestrzeni pracy zawodowej obejmują przede wszystkim metody bayesowskie w
systemach eksperckich i badaniach kliniczno-kontrolnych, modelowaniu wielowymiarowym
oraz epidemiologii, a także popularyzacją wiedzy z zakresu zdrowia publicznego.
I tak, w latach 80. był autorem wielu prac statystycznych dotyczących systemów eksperckich,
w których wykazał wyższość zastosowania podejścia bayesowskiego nad „częstościowym”, w
rozwiązywaniu problemów dotychczas uznanych za nierozwiązywalne.
Następnie w latach 90. D. Spiegelhalter kierował zespołem naukowym Medycznego Instytutu Badawczego w Cambridge, zajmującym się metodami Monte Carlo z wykorzystaniem łańcucha Markowa. Prace tego zespołu doprowadziły do stworzenia programu komputerowego BUGS (w wolnym tłumaczeniu: wnioskowanie bayesowskie
z wykorzystaniem generatora Gibbsa), który w tym czasie przyczynił się do eksplozji zainteresowań i spopularyzowania metod bayesowskich na całym świecie.

## Dorobek naukowy i popularyzatorski
Prof. Spiegelhalter jest autorem i współautorem około dwustu artykułów naukowych opublikowanych na tzw. liście filadelfijskiej oraz trzech podręczników. W ostatnich latach zajmuje się także naukową popularyzacją zagadnień związanych z szeroko pojętym
zdrowiem publicznym. Celem tych działań jest społeczna promocja zagadnień związanych
z czynnikami zagrażającymi zdrowiu ludzkiemu, określanymi jako czynniki ryzyka, miarą ich
prawdopodobieństwa, możliwością statystycznej oceny wpływu oraz przypadkowości.
Aktywność ta zaowocowała publikacją ok. 30 prac popularyzatorskich z tego zakresu, wydanych w czasopismach popularnonaukowych.

## Zainteresowania pozanaukowe
Jego główne zainteresowania poza pracą zawodową to tworzenie witraży, samba drumming i podróże w różne części świata (prof. D. Spiegelhalter w 2005 r. odwiedził Polskę, zwiedził Kraków, Państwowe Muzeum Auschwitz-Birkenau oraz Opole). W grudniu 2011 r. uczestniczył w teleturnieju BBC Winter Wipeout.

## Wyróżnienia (instytucje nadające)
- 1975 członek rzeczywisty Królewskiego Towarzystwa Statystycznego
- 1985 brązowy medal Williama Guya (Królewskie Towarzystwo Statystyczne)
- 1989 nagroda za wybitny artykuł (Amerykańskie Stowarzyszenie Statystyczne)
- 1993 tytuł biegłego statystyka (Królewskie Towarzystwo Statystyczne)
- 1994 srebrny medal Williama Guya (Królewskie Towarzystwo Statystyczne)
- 1994 doktorat honoris causa (Uniwersytet w Aalborgu, Dania)
- 2005 członek rzeczywisty (Towarzystwo Królewskie w Londynie)
- 2006 Order Imperium Brytyjskiego w klasie Oficer z okazji urodzin Jej Wysokości Królowej
- 2006 tytuł profesora biostatystyki (Uniwersytet w Cambridge)
- 2009 Nagroda i Medal Waltera Weldona (Uniwersytet w Oxfordzie)